# الظواهر (الشعر)

تعديل مصدري - تعديل

الظواهر محلة تابعة لقرية منزل المقرعى، التابعة لعزلة الا ملؤك بمديرية الشعر إحدى مديريات محافظة إب في الجمهورية اليمنية، بلغ تعداد سكانها 120 حسب تعداد اليمن لعام 2004.